# Friese ruiter

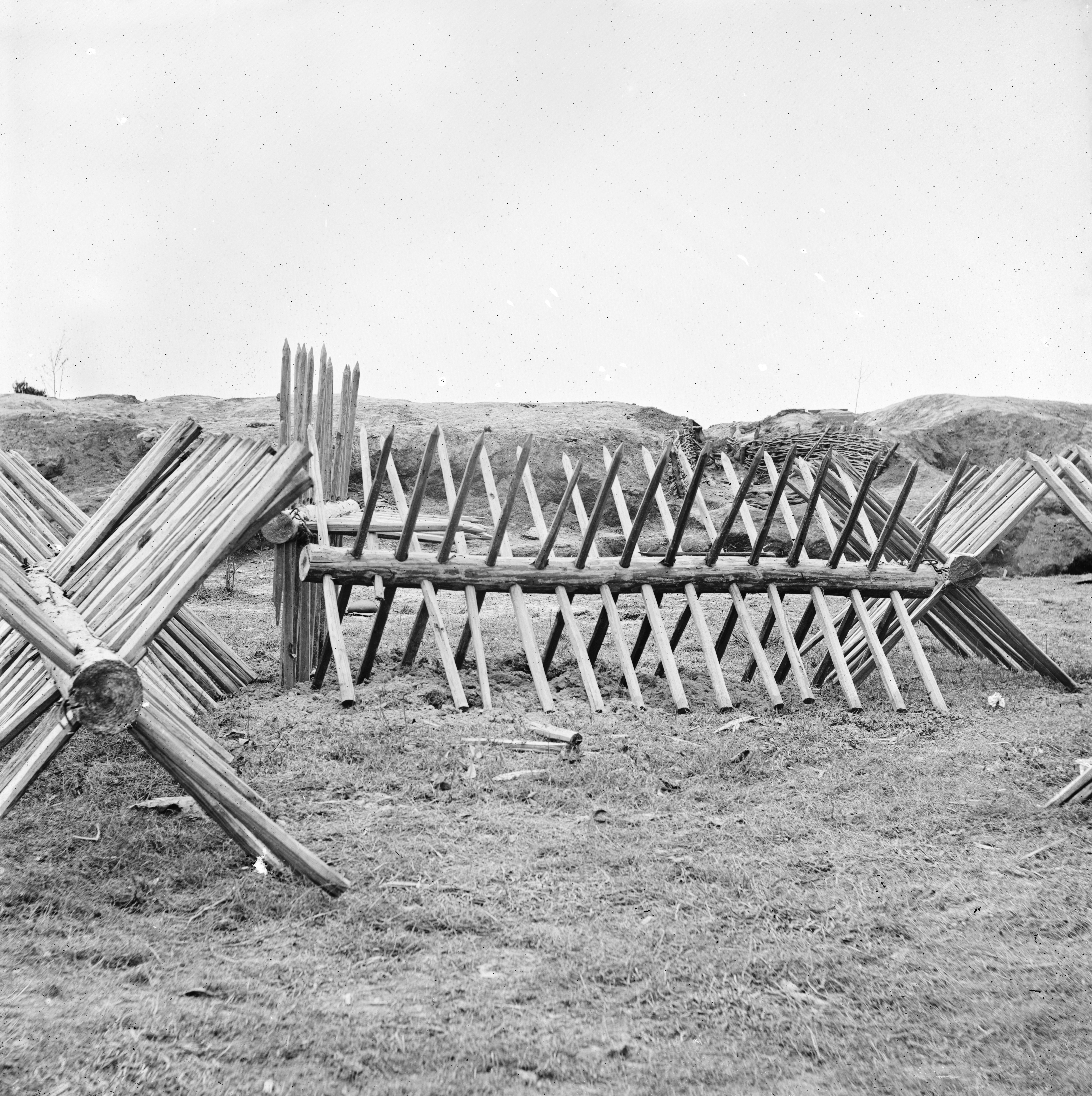
Friese ruiter bij het Beleg van Petersburg in de Amerikaanse Burgeroorlog

Een Friese ruiter of Spaanse ruiter is een sinds de middeleeuwen gebruikte, verplaatsbare militaire hindernis.
De ruiter bestaat uit enkele meters lange balken van hout of staal waaromheen prikkeldraad gewikkeld is of waaruit pinnen naar buiten steken. De balken rusten daarbij op twee paar kruisvormige dwarsbalken aan de uiteinden.
Zijn naam zou de hindernis te danken hebben aan de Tachtigjarige Oorlog, toen hij door de bezettende Spanjaarden ingezet werd om de belegering van de stad Groningen door ruiterij te voorkomen.

## Modern gebruik
Was de ruiter oorspronkelijk bedoeld om cavalerie de doortocht te beletten, later werd hij ingezet in de vorm van een verplaatsbare wegversperring om personen of lichte voertuigen tegen te houden.
De Belgische rijkswacht (en nu de federale politie) maakte gebruik van opvouwbare en verplaatsbare hindernissen. Tot in de jaren 90 waren de overvalwagens FN 'Ardennes' elk voorzien van vier Spaanse ruiters, die op haken aan de achterkant werden opgehangen. De bemanning, een sectie rijkswachters (8 man), kon zo een straat van 8 meter breedte hermetisch afsluiten. Ter versterking konden de Spaanse ruiters ook nog met piketten in de straat worden vastgespijkerd, soms met schade aan de stoepen tot gevolg. Onder meer in de Brusselse neutrale zone (rond het parlement) werden zelfs permanente gaten aangebracht ter bevestiging. Deze Spaanse ruiters zijn bijkomend voorzien van prikkeldraad aan de kant van de betogers en gewone staalkabel aan de kant van de politie.